# Imprimante laser

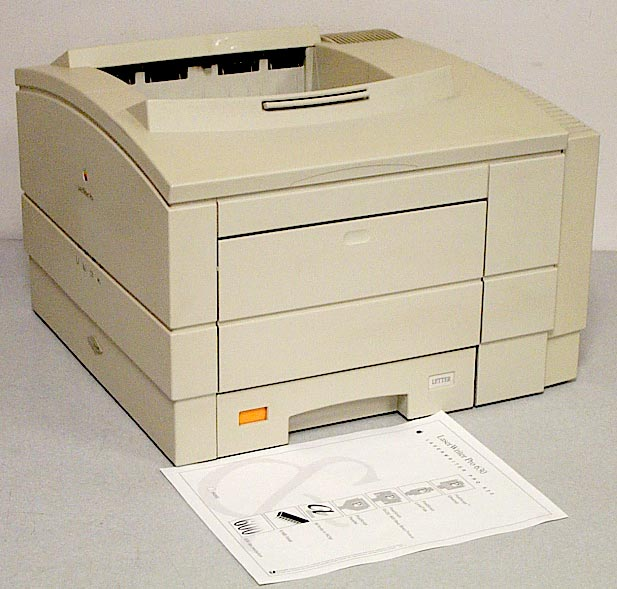
Imprimante laser Apple LaserWriter Pro 630.

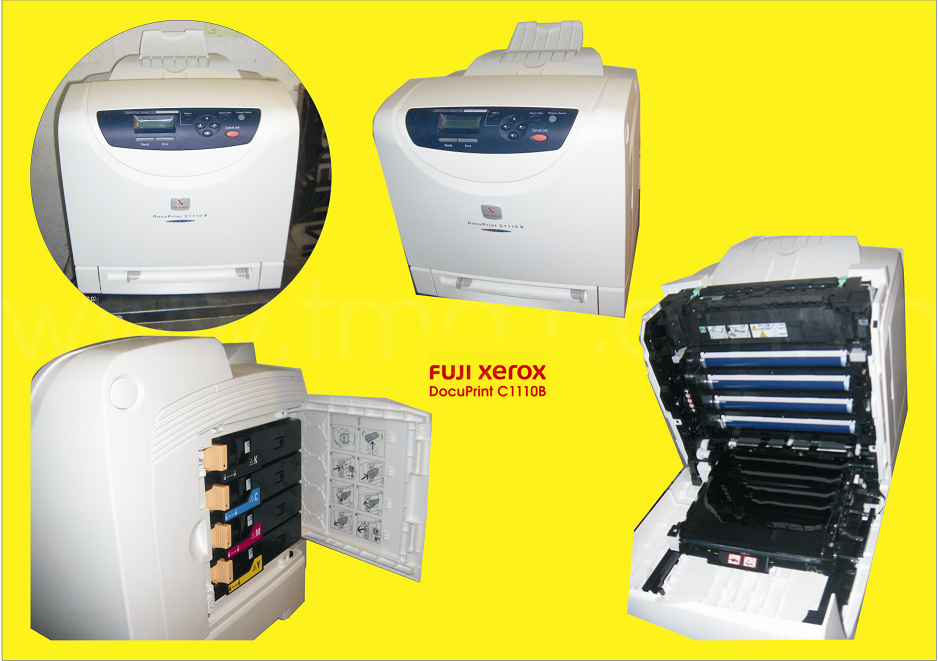
Fuji Xerox colour laser printer C1110B.

Une imprimante laser est un type d’imprimante permettant la reproduction haute qualité de textes et de graphiques sur support papier ou optique. Les imprimantes laser utilisent un procédé d’impression xérographique (ou électrophotographique), mais se distinguent des photocopieurs par le fait que l’image est produite par le balayage direct d’un faisceau laser à travers le tambour interne (drum) de l’imprimante.

## Imprimante laser papier
Les imprimantes laser ont plusieurs avantages sur les autres types d’imprimantes. À la différence des imprimantes matricielles, les imprimantes laser peuvent reproduire des compositions de textes et graphiques, avec des fontes de caractères variées et des images tramées. Plutôt que de l’encre, les imprimantes laser utilisent une poudre noire, le toner ; elles ne nécessitent pas de papier spécial, à la différence des imprimantes à tête thermique, dans lesquelles les motifs peuvent baver si le papier thermosensible vient au contact d’une source de chaleur.
Les avantages des imprimantes laser sur les imprimantes à jet d’encre comprennent une meilleure résolution, l’absence d’éclaboussures, et un coût par page plus faible. La vitesse d’impression est plus rapide, car la page est traitée directement dans son ensemble, alors qu’un dispositif jet d’encre imprime une série de bandes étroites rapprochées. Cependant, les imprimantes laser noir et blanc produisent toujours des images tramées et, sauf les modèles haut de gamme, sont moins performantes dans la reproduction d’images à ton continu telles que les photographies.
Les imprimantes laser les plus lentes produisent environ quatre pages par minute (ppm), et sont relativement bon marché. Cependant, la vitesse des imprimantes varie beaucoup et dépend de nombreux facteurs, dont l’intensité graphique des motifs à imprimer. Les modèles les plus rapides sont capables d’imprimer plus de 200 pages monochromes à la minute (12 000 pages à l’heure). Les imprimantes laser très haute vitesse sont utilisées pour les courriers de masse ou les documents personnalisés tels que les relevés de cartes bancaires. Les imprimantes laser couleur les plus rapides peuvent imprimer jusqu’à 60 pages à la minute (3 600 pages à l’heure).
Le coût de cette technologie dépend du coût du papier, du coût de remplacement du toner, de celui du tambour, ainsi que de celui d’autres consommables tels que les pièces de l’unité de fixation (fuser). Souvent, les imprimantes à tambours en plastique souple ont un coût de maintenance qui n’apparaît que quand celui-ci doit être remplacé.
Une imprimante recto-verso peut permettre de réduire de moitié les coûts de papier, le volume de classement et le poids au sol. Après avoir été longtemps disponibles uniquement sur les imprimantes haut de gamme, les dispositifs recto-verso se trouvent désormais sur les imprimantes de bureau de milieu de gamme, bien que toutes les imprimantes ne puissent pas accueillir un tel système. Par ailleurs, l’impression recto verso peut ralentir l’impression en raison du chemin plus compliqué que doit suivre le papier.

### Historique
Le premier prototype d’imprimante laser a été créé par Xerox, à la suite de la modification d’un photocopieur en 1971 par un chercheur du Xerox Palo Alto Research Center (PARC), Gary Starkweather. L’impression laser est ensuite devenue un marché de plusieurs milliards de dollars pour Xerox.
La première imprimante laser commercialisée fut le modèle 3800 produit par IBM en 1976, utilisée pour l’impression à gros volumes de documents tels que des factures et des étiquettes d’expédition. Ce modèle, qui était l’ancêtre des imprimantes récentes utilisées avec des PC, était beaucoup plus volumineux. Cependant, il avait été conçu pour des objectifs différents. De nombreux modèles 3800 sont encore utilisés[Quand ?].
La première imprimante laser conçue pour être utilisée avec un ordinateur personnel est sortie en 1977. Il s’agit du modèle Xerox Star 8010. Cependant, bien qu’il soit très novateur, le Star était un dispositif onéreux qui n’a été acheté que par un nombre réduit de laboratoires et d’institutions. Lorsque les PC ont été plus répandus, la première imprimante laser destinée à un marché de masse a été la HP Laserjet (le mécanisme d'impression de la Laserjet est en fait un type LPB-CX fabriqué Canon) 4 ppm de Hewlett-Packard, sortie en 1984. Elle utilisait un moteur Canon contrôlé par un logiciel HP. L’imprimante HP Laserjet a été suivie par d’autres imprimantes laser proposées par Brother (1987), IBM, Kyocera (1987), etc.
L’imprimante laser a joué un rôle particulièrement remarquable dans la popularisation de la publication assistée par ordinateur (PAO) avec l’introduction de l’Apple LaserWriter pour Macintosh (le mécanisme d'impression de la Laserwriter est en fait un type LPB-CX fabriqué Canon), et du logiciel Aldus Pagemaker, en 1985. Avec ces deux produits, les utilisateurs pouvaient créer des documents qui auparavant auraient requis une composition professionnelle.
Comme la plupart des dispositifs électroniques, le coût des imprimantes laser a chuté avec les années. En 1985, la HP LaserJet était vendue 2 995 dollars et pesait plus de 32 kg. L’Apple LaserWriter, qui comprenait un processeur plus puissant et le langage de description de page PostScript, coûtait près de 7 000 dollars. En 2006, une imprimante laser comparable, qui possède beaucoup plus de mémoire, une vitesse d’impression plus grande et dispose de la fonctionnalité recto-verso, peut être achetée environ 300 dollars. En 2016, de nombreux magasins grand public proposent des imprimantes laser noir et blanc à partir de 60 € environ ; il faut compter 100 € (hors promotion) pour une imprimante multifonction (équipée d'un scanner et permettant la photocopie). Des imprimantes laser couleur sont proposées à partir de 140 € environ et 200 € pour les modèles multifonction. Le problème est qu'une fois le toner épuisé, le remplacement du bloc toner plus tambour coute lui aussi dans les 1 160 € (et il faut quatre toners pour une imprimante couleur). Au niveau des imprimantes professionnelles plus chères à l'achat, on peut trouver des modèles permettant de rajouter seulement du toner et en plus grande quantité, ce qui les rend plus économiques à l'usage.

## Composants

### Caractéristiques générales
- Tête d’impression (Lampe laser) : elle est constituée d’un laser qui effectue l’écriture de la page à imprimer sur un tambour. Le faisceau laser est fourni à l'aide de diodes laser.
- Tambour (ou Photo-conducteur) : il est aussi appelé rouleau photosensible. C’est le composant le plus important d’une imprimante laser. C’est sur ce support que le faisceau laser dessine la page à imprimer. Il est généralement composé d’un cylindre en aluminium recouvert d’une couche en semi-conducteur (généralement de silicium) photosensible ainsi que diverses couches de protection. Il s’agit d’un dispositif électrique qui peut être chargé électriquement mais perd sa charge dès que sa surface est éclairée avec une source de lumière.
- Miroir pivotant : utilisé pour diriger le faisceau laser sur le tambour photosensible.
- Unité de pilotage (en anglais : Raster Image Processor, RIP) : c'est le processeur de l’imprimante. Elle permet de convertir les données numériques (0 et 1) reçues depuis l’ordinateur en impulsions destinées à commander le laser.
- Mémoire : certaines imprimantes intègrent de la mémoire vive.
- Fil de charge (Corona) : il permet de charger le tambour lors d’une impression.
- Fil de décharge (ou Lampe de décharge) : il nettoie le tambour de toutes sortes de résidus après chaque impression.

### Principe de fonctionnement

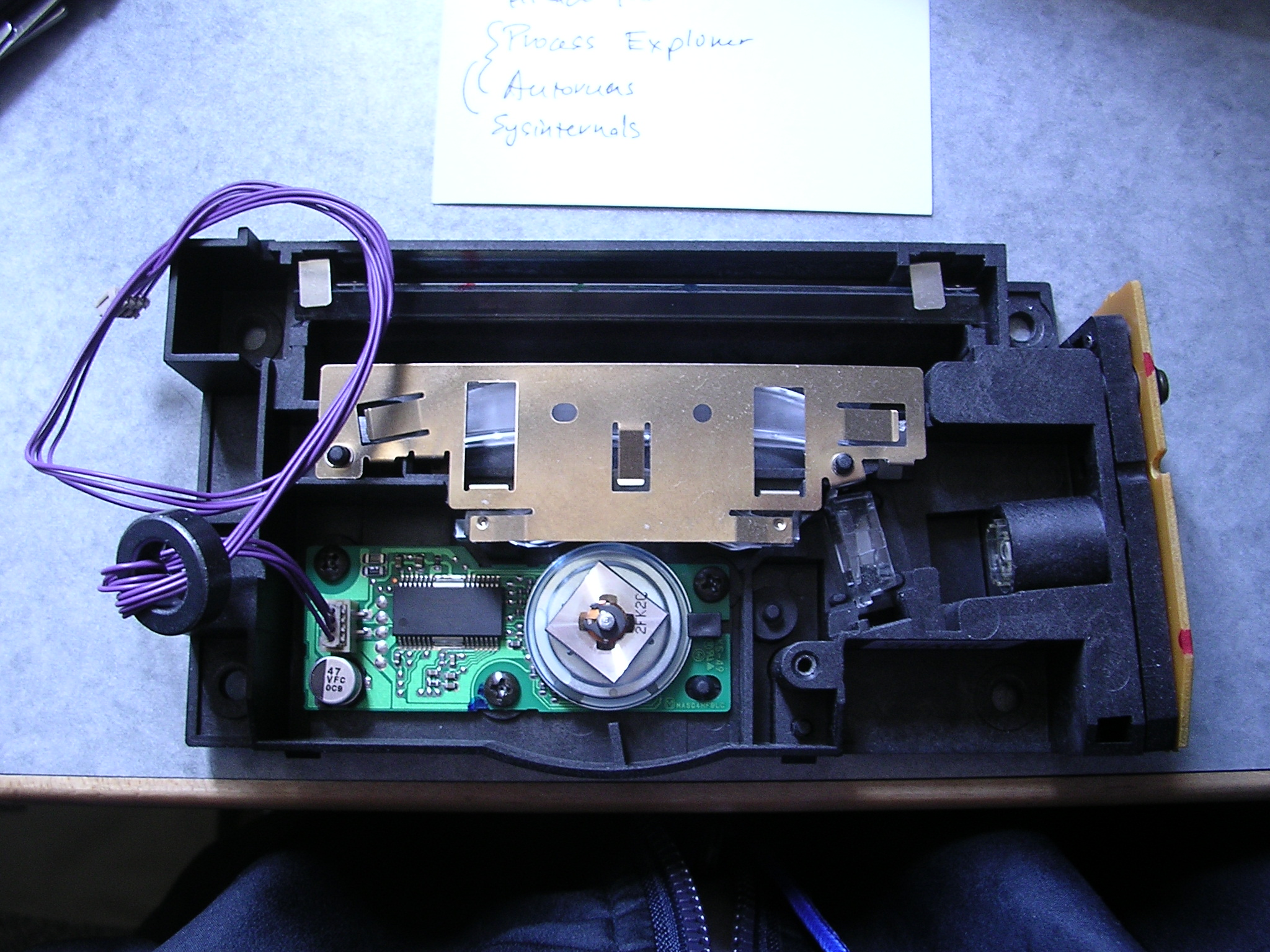
Une tête d’imprimante laser démontée.

Le faisceau laser reproduit l'image matricielle sur le tambour en neutralisant les charges négatives initiales.

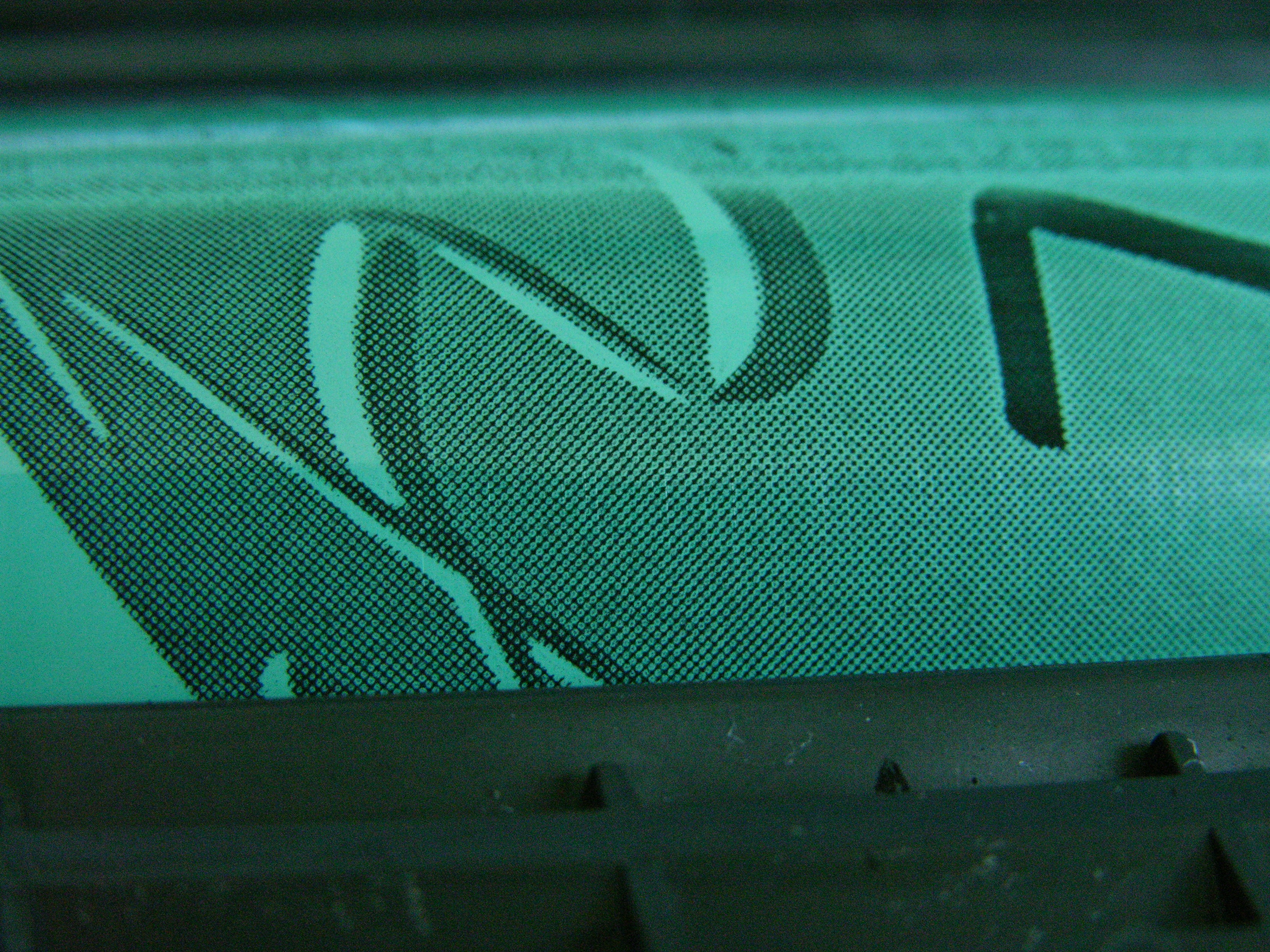
Dépôt de toner sur rouleau photosensible.

Une impression laser peut être décomposée en six étapes :
1. Nettoyage : le tambour photosensible est raclé par une lamelle de plastique pour le débarrasser des résidus de toner et particules de papier. Les déchets sont recueillis dans un réservoir le plus souvent intégré à la cartouche de toner mais qui est parfois séparé pour les imprimantes à forte volumétrie ;
2. Conditionnement : un rouleau en caoutchouc conducteur chargé négativement charge la couche photosensible négativement. Dans l'obscurité, cette couche est isolante, sa surface porte désormais une charge d'électricité statique uniforme ;
3. Insolation : l’unité de pilotage de l’imprimante, RIP (Raster Image Processor), ou encore formatter, convertit les données à imprimer en impulsions de commande du laser. Le laser est dirigé sur un miroir mobile (scanner) qui le renvoie, via un système de lentilles, sur le tambour photosensible. L’utilisation de lasers (souvent des diodes lasers) est justifiée par le fait qu’ils génèrent un faisceau lumineux cohérent avec un haut degré de précision. Au moment où la substance photosensible est éclairée par le laser, elle devient conductrice. La charge négative disparait, le support de cette couche étant en aluminium relié à la masse de l'imprimante. Il se crée ainsi une image électrophotographique latente à la surface du tambour ;
4. Développement : la surface du tambour passe devant un rouleau chargé négativement à la surface duquel un mécanisme a réparti une fine couche uniforme de toner Le toner est une poudre constituée de particules très fines d'un plastique noir ou de couleur. Le toner et les parties non exposées du rouleau photosensible étant chargés négativement, le toner est repoussé. En revanche les parties exposées sont au potentiel de la masse et attirent électrostatiquement les particules de toner (comme une règle en plastique chargée électriquement attire de petits morceaux de papier). En interrompant l'impression d'une page, il est possible de voir le texte sur le tambour photosensible ;
5. Transfert : le tambour photosensible est mis en contact avec la feuille de papier. Un contre-rouleau chargé positivement rend le papier chargé positivement. Le toner, au potentiel de la masse est alors attiré par le papier. immédiatement en aval du transfert, les charges électriques sont éliminées du papier par effleurement d'une pièce métallique à la masse ;
6. Fixation : le toner est déposé sur le papier mais ne tient pas en place. Le papier passe ensuite par l’unité de fixation, le four ou (fuser), La feuille passe entre un rouleau souple côté blanc et un rouleau en aluminium revêtu de téflon chauffé à l'intérieur par une lampe halogène. La température du four est fonction des caractéristiques du toner et de la vitesse d'impression (minimum 180 °C). Sous l’effet de la pression et de la température, la poudre plastique fond et se fixe sur le papier.

Ces étapes peuvent être implémentées de différentes manières.
- Ainsi, certaines imprimantes « laser » utilisent en fait une rangée de diodes électroluminescentes pour illuminer le tambour (voir imprimante à LED).
- Le toner peut contenir soit de la cire, soit du plastique qui fond lorsque le papier passe dans l’unité de fixation.
- L’unité de fixation peut être, un rouleau chauffant par halogène, un élément chauffant en céramique entouré d'un tube souple en téflon dit film (four à film) ou (dans des imprimantes très rapides et très coûteuses) une lampe flash à xénon. La phase de préchauffage inexistante pour une imprimante à four à film, correspond à la mise à température du four lorsqu'il s'agit d'un four « halogène » dit aussi « quartz » (le tube d'une lampe halogène est en verre dit quartz) Les premières imprimantes laser maintenaient en permanence le four à température. Cela engendrait une consommation électrique importante même lorsque l'imprimante était au repos ainsi qu'un vieillissement. La norme Energy Star a imposé un système de mise en veille. Ainsi au bout d'un temps prédéterminé par l'utilisateur (15-30 minutes, 1-2-4 heures) le four est éteint.

- De nombreuses imprimantes possèdent un mode « économique » permettant d’économiser le toner, en n'imprimant qu'une partie des points, rendant les noirs moins profonds
- Les imprimantes laser couleur fonctionnent selon le même principe, en répétant les phases d'insolation et de transfert avec du toner coloré (souvent, mais pas exclusivement, du cyan, du magenta et du jaune, voir quadrichromie) en plusieurs passes (un rouleau photosensible, quatre toners), ou sur certains des modèles les plus récents, en une seule passe (quatre rouleaux photosensibles, quatre toners).

Outre ces composants, la maintenance comprend l’aspiration des poussières dans la machine, et le nettoyage ou le remplacement des rouleaux guidant le papier. Ces rouleaux possèdent un épais revêtement en caoutchouc qui se couvre de poussière de papier et subit l’usure du temps. Ils peuvent en général être nettoyés avec un chiffon humide sans peluches. Des solutions chimiques spéciales peuvent rendre au caoutchouc ses propriétés de traction du papier. Les solutions spéciales peu accessibles car distribuées à l'intention des professionnels, peuvent être remplacées par de l'essence F.

### Imprimante laser couleur
Pour ce qui est du fonctionnement d’une imprimante laser couleur, le procédé est un peu plus compliqué. Au lieu du toner traditionnel, on utilise du toner coloré. Généralement on y trouve quatre couleurs: le cyan, le magenta, le jaune et le noir (CMJN). Contrairement aux imprimantes monochromes qui n'ont qu’une seule tête d’impression, celles-ci en ont plusieurs. En effet, chaque couleur en possède une. Ces imprimantes sont beaucoup plus volumineuses que les modèles noir et blanc. On distingue en fait deux technologies pour les imprimantes laser en couleur : carrousel (un passage pour chaque couleur) ou tandem (mono passe).
- Carrousel : avec la technologie carrousel, l’imprimante effectue plusieurs passages pour imprimer un document (un passage pour chaque couleur primaire et un pour le noir). À chaque passage, l’imprimante dépose une couleur. Les imprimantes récentes utilisent trois couleurs primaires, donc elles effectuent quatre passages ce qui rend l’impression en théorie quatre fois moins rapide en couleur qu’en noir[8].
- Tandem : une imprimante laser exploitant la technologie tandem dépose chaque couleur en un seul passage, les toners étant disposés parallèlement. Les sorties sont aussi rapides en noir qu’en couleur. Cette technologie a toutefois un prix de revient plus élevé, la mécanique étant plus complexe. Elle est donc réservée en principe aux imprimantes laser couleur de milieu ou de haut de gamme[8].

### Marquesstéganographiqueset anti-contrefaçon

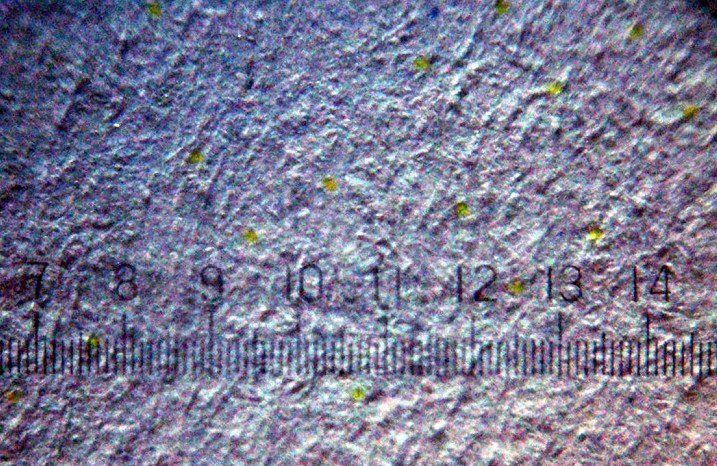
Petits points jaunes générés par une imprimante laser couleur (échelle : 0.1 mm).

Certaines imprimantes laser couleur modernes marquent les impressions avec une trame quasi invisible de points à des buts d’identification. Les points, jaunes et d’environ 0,1 mm, sont situés sur une trame d’environ 1 mm. Selon l’Electronic frontier foundation, ces marques sont le résultat d’un accord entre le gouvernement américain et les fabricants d’imprimantes pour aider à identifier les faussaires.

## Imprimante laser sur support optique
Voir DiscT@2 LightScribe et Labelflash.

### Principe
La technique de gravure par laser de textes et images sur un support optique (disques optiques (CD et DVD)) appelé labellisation permet de personnaliser ces supports. Il a pour but de remplacer les étiquettes autocollantes classiques, les inscriptions au feutre, ou l'impression jet d'encre, qui nécessitent tous un matériel spécifique ; ici, effectivement, le graveur devient le seul outil nécessaire. La gravure est irréversible et on ne peut pas remplacer un motif par un autre mais seulement surcharger le motif.

### Techniques
Trois techniques existent actuellement. Le LabelFlash successeur de la technologie DiscT@2 grave sur le disque des zones sombres sur les deux faces (zone de données non utilisées). DiscT@2 ne demande aucun support optique spécifique contrairement aux technologies LabelFlash et LightScribe. La lisibilité du label par la technologie LabelFlash (fond bleu dégradé monochrome) dépend des conditions d'éclairement, contrairement à la technique LightScribe qui utilise une couche sensible mate qui rend l'image nette en toutes circonstances (noir et gris).

### Logiciels compatibles
Pour chaque technologie, un site international propose un support technique (documentation, pilote, liste des logiciels compatibles). Les logiciels de gravure sont fournis avec le graveur qui comporte une vignette ou une inscription (sérigraphie) sur la face avant.
Graveurs compatibles :
- DicT@2: Hewlett Packard's, NEC, Pioneer ;
- LabelFlash : NEC, Pioneer (Mac), Toshiba, Gateway ;
- LightScribe : Hewlett-Packard, Samsung, LG, light on, BenQ, Philips, Toshiba.

| Logiciel                    | Système d'exploitation          | DiscT@2 | LabelFlash | LightScribe | Liens  |
| --------------------------- | ------------------------------- | ------- | ---------- | ----------- | ------ |
| Nero                        | Windows                         |         | Oui        | Oui         |        |
| LaCie LightScribe Labeler   | Mac OS X / Linux                |         |            | Oui         | [ 11 ] |
| Roxio/Sonic Express Labeler | Windows                         |         |            |             |        |
| Labelprint Cyberlink        | Windows 7, Vista, XP, 2000      |         | Oui        | Oui         | [ 12 ] |
| Surething                   | Windows 7, Vista, XP, 2000      |         |            | Oui         | [ 13 ] |
| Disc Cover                  | Mac OS X à partir de 10.5       | Oui     | Oui        | Oui         | [ 14 ] |
| Label Flash NEC             |                                 |         |            | Oui         |        |
| Droppix Recorder            | Windows Vista, 2003, 2000 et XP |         | Non        | Oui         | [ 15 ] |
| Ulead DVD MovieFactory      | Windows XP et 2000              |         | Oui        | Oui         | [ 16 ] |